# Chapsa diploschistoides
Chapsa diploschistoides är en lavart som först beskrevs av Alexander Zahlbruckner, och fick sitt nu gällande namn av Frisch. Chapsa diploschistoides ingår i släktet Chapsa och familjen Graphidaceae.   Inga underarter finns listade i Catalogue of Life.